# パリーサウンド地区
パリーサウンド地区（パリーサウンドちく、英: Parry Sound District）は、カナダのオンタリオ州中北部に位置する地方行政区のひとつ。1869年に設立され、西はジョージア湾と東はマスコーカ地域と接している。オンタリオ州北部の他の地区と同様に、行政は直接、州政府及び各市町村によって行われている。

## 主な都市
- パリーサウンド （Parry Sound）